# Семь навыков высокоэффективных людей
Семь навыков высокоэффективных людей. Мощные инструменты развития личности (англ. The 7 Habits of Highly Effective People: Restoring the Character Ethic) — популярная книга американского бизнес-консультанта Стивена Кови о развитии личности, основанная преимущественно на принципах гуманистической психологии.

## Семь навыков
Основу изложенной в книге концепции составляет последовательность из семи навыков.
Первые три привычки предполагают достижение независимости (умение владеть собой). Следующие три привычки — взаимозависимости (взаимодействие с окружающими).
1. Будьте проактивны.
2. Начиная, представляйте конечную цель.
3. Сначала делайте то, что нужно делать сначала. Порядок приоритетности:
  1. Важное и срочное
  2. Важное и несрочное
  3. Неважное и срочное
  4. Неважное и несрочное
4. Думайте в духе «выиграл-выиграл» («win-win»).
5. Сначала старайтесь услышать, а потом быть услышанным.
6. Достигайте синергии (стремитесь к творческому взаимовыгодному взаимодействию).
7. Затачивайте пилу (постоянно совершенствуйтесь).

## Признание
В 2004 году, спустя 15 лет с выпуска первого издания (1989), книга была переведена более чем на 38 языков, а продано было более 15 миллионов экземпляров. В августе 2011 журнал «Time» назвал книгу «Семь навыков высокоэффективных людей» одной из 25 наиболее влиятельных бизнес-книг.

## Переводы на русский язык
- Кови, С. Р. Семь навыков высокоэффективных людей: Мощные инструменты развития личности = The 7 Habits of Highly Effective People: Restoring the Character Ethic / Стивен Р. Кови. — М. : Альпина Паблишер, 2012. — 374 с. — ISBN 978-5-9614-1828-6.